# Fórmula de Viète
En matemáticas, la fórmula de Viète, es una fórmula debida a François Viète, que proporciona una representación del número π como un producto infinito

{\displaystyle {\frac {2}{\pi }}={\sqrt {\tfrac {1}{2}}}\cdot {\sqrt {{\tfrac {1}{2}}+{\tfrac {1}{2}}{\sqrt {\tfrac {1}{2}}}}}\cdot {\sqrt {{\tfrac {1}{2}}+{\tfrac {1}{2}}{\sqrt {{\tfrac {1}{2}}+{\tfrac {1}{2}}{\sqrt {\tfrac {1}{2}}}}}}}\cdot {\sqrt {{\tfrac {1}{2}}+{\tfrac {1}{2}}{\sqrt {{\tfrac {1}{2}}+{\tfrac {1}{2}}{\sqrt {{\tfrac {1}{2}}+{\tfrac {1}{2}}{\sqrt {\tfrac {1}{2}}}}}}}}}\cdots }

La expresión anterior tiene especial relevancia por ser el primer ejemplo conocido de una expresión exacta precisa del número π,  a diferencia de las  aproximaciones racionales manejadas en la antigüedad.

## Deducción

El área de un polígono con 2^{n} lados, inscrito en un círculo de radio 1, es 2^{n-1}sen(π/2^{n-1}).

Aunque la fórmula anterior proporciona la primera expresión analítica para π, se obtiene mediante la aplicación de identidades trigonométricas a un razonamiento geométrico relacionado con el problema de la cuadratura del círculo
El proceso consiste en inscribir, en un círculo de radio 1, polígonos regulares de {\displaystyle 2^{n}} lados de modo que la sucesión de las áreas resulta una aproximación sucesiva al área del círculo, igual a π.
Si {\displaystyle a_{n}} es el área del polígono inscrito de 2n lados entonces

{\displaystyle a_{n}=2^{n-1}\operatorname {sen} \left({\tfrac {\pi }{2^{n-1}}}\right)}.

Por otro lado, la fórmula de seno de ángulo doble establece que 

{\displaystyle \operatorname {sen}(2\theta )=2\operatorname {sen} \theta \cos \theta }

y por tanto

{\displaystyle \operatorname {sen} \left({\tfrac {\pi }{2^{n-1}}}\right)=2\operatorname {sen} \left({\tfrac {\pi }{2^{n}}}\right)\cos \left({\tfrac {\pi }{2^{n}}}\right)}.

Combinando ambos resultados se llega a las fórmulas:

{\displaystyle a_{2}=a_{3}\cos \left({\tfrac {\pi }{2^{2}}}\right)}
{\displaystyle \quad =a_{4}\cos \left({\tfrac {\pi }{2^{2}}}\right)\cos \left({\tfrac {\pi }{2^{3}}}\right)}
{\displaystyle \quad =a_{5}\cos \left({\tfrac {\pi }{2^{2}}}\right)\cos \left({\tfrac {\pi }{2^{3}}}\right)\cos \left({\tfrac {\pi }{2^{4}}}\right)}
{\displaystyle \quad =\ldots }

Y como los valores de {\displaystyle a_{n}} (las áreas de los polígonos) se aproximan al área del círculo que vale π, se tiene

{\displaystyle a_{2}=\pi \left(\cos \left({\tfrac {\pi }{2^{2}}}\right)\cos \left({\tfrac {\pi }{2^{3}}}\right)\cos \left({\tfrac {\pi }{2^{4}}}\right)\cos \left({\tfrac {\pi }{2^{5}}}\right)\cdots \right)}

El área de {\displaystyle a_{2}} es el área de un cuadrado inscrito en un círculo de radio 1, por lo que {\displaystyle a_{2}=2}. Así, se obtiene

{\displaystyle {\frac {2}{\pi }}=\cos \left({\tfrac {\pi }{2^{2}}}\right)\cos \left({\tfrac {\pi }{2^{3}}}\right)\cos \left({\tfrac {\pi }{2^{4}}}\right)\cos \left({\tfrac {\pi }{2^{5}}}\right)\cdots }

Finalmente, la fórmula del ángulo doble para el coseno implica

{\displaystyle \cos \left({\tfrac {\theta }{2}}\right)={\sqrt {\frac {1+\cos \theta }{2}}}={\sqrt {{\frac {1}{2}}+{\frac {1}{2}}\cos \theta }}}.

y como para  {\displaystyle {\tfrac {\pi }{2^{2}}}=45^{\circ }} se cumple

{\displaystyle \cos \left({\tfrac {\pi }{2^{2}}}\right)={\sqrt {\tfrac {1}{2}}}}.

la sustitución repetida en la expresión para {\displaystyle {\tfrac {2}{\pi }}} concluye la prueba.
Sin embargo, aunque la prueba anterior es geométricamente intuitiva, una demostración rigurosa involucra demostrar la convergencia de los productos infinitos, herramienta matemática que no se disponía durante la época de Viète por lo que no fue sino más de un siglo después cuando Euler proporcionó una prueba formal.